# Weedon Lois
Weedon Lois est un village du Northamptonshire, en Angleterre.